# ماریان زچیو
تودور ماریان زچیو (ارمنی: Տուդոր Մարիան Զեչու؛ رومانیایی: Tudor Marian Zeciu؛ زادهٔ ۲۵ فوریهٔ ۱۹۷۷ در بخارست) بازیکن فوتبال رومانیایی‌تبار اهل ارمنستان در پست مدافع و هافبک است.

## باشگاهی
از باشگاه‌هایی که در آن بازی کرده‌است می‌توان به پیونیک و اوتسلول گالاتسی اشاره کرد.

## تیم ملی
وی همچنین در تیم ملی فوتبال ارمنستان بازی کرده‌است. زچیو نخستین بازی ملی خود را QE-12 در تاریخ ۶ سپتامبر در ایروان در مقابل یونان انجام داده‌است.

### آمار تیم ملی
| تیم ملی فوتبال ارمنستان | تیم ملی فوتبال ارمنستان | تیم ملی فوتبال ارمنستان |
| سال                     | حضورها                  | گل‌ها                    |
| ----------------------- | ----------------------- | ----------------------- |
| ۲۰۰۳                    | ۳                       | ۰                       |
| ۲۰۰۴                    | ۴                       | ۰                       |
| مجموعا                  | ۷                       | ۰                       |

## افتخارات

### باشگاهی
- پیونیک
  - لیگ برتر فوتبال ارمنستان: ۲۰۱۳, ۲۰۰۴
  - جام استقلال ارمنستان: ۲۰۰۴